# Assedio di Arpi
L'assedio di Arpi si svolse nel 213 a.C. da parte dei Romani nei confronti degli abitanti di Argos Hippium. Le forze romane erano comandate dal console, Quinto Fabio Massimo, il quale riuscì a convincere gli abitanti della città a passare dalla parte dei Romani, cacciando i Cartaginesi.

## Contesto storico
Dopo la schiacciante vittoria a Canne (216 a.C.), Annibale raggiunse i primi importanti risultati politico-strategici. Alcuni centri cominciarono a abbandonare i Romani, come Campani, Atellani, Calatini, parte dell'Apulia, i Sanniti (ad esclusione dei Pentri), tutti i Bruzi, i Lucani, gli Uzentini e quasi tutto il litorale greco, i Tarentini, quelli di Metaponto, di Crotone, di Locri e tutti i Galli cisalpini, e poi Compsa, insieme agli Irpini. Non si arrese invece Neapolis, rimasta fedele a Roma.
Negli anni successivi Annibale si recò più volte in Apulia. Nel 215 a.C., dopo essere stato sconfitto a Nola, pose gli accampamenti invernali proprio nei pressi di Arpi. Il console Quinto Fabio Massimo Verrucoso ordinò allora al console più giovane, Tiberio Sempronio Gracco, di condurre le sue legioni da Cuma a Lucera in Apulia, ed inviò il pretore Marco Valerio Levino a Brundisium con l'esercito che aveva con sé in precedenza a Lucera, incaricandolo di difendere le coste dell'agro salentino e sorvegliare i movimenti di Filippo V di Macedonia in vista di una possibile guerra con la Macedonia.
L'anno seguente (214 a.C.), Annibale partì da Arpi per tornare in Campania, seguito da Tiberio Gracco, che mosse la sua armata da Luceria a Beneventum; intanto al figlio di Fabio Massimo, il pretore Quinto Fabio, venne ordinato di partire per l'Apulia e sostituirvi Gracco. Annibale dopo aver passato l'inverno ad Arpi ritornò sul monte Tifata nel territorio di Capua, mentre Annone era schierato nel Bruzio; il condottiero cartaginese ordinò ad Annone di risalire a nord e sferrò senza successo un terzo attacco a Nola; anche il tentativo di prendere Puteoli venne respinto. Annibale aveva compreso come, di fronte alla prudenza dei comandanti avversari e al numero dei suoi nemici, fosse ormai impossibile raggiungere altre grandi vittorie campali, egli verosimilmente contava sull'aiuto dalla madrepatria e di Filippo V. Annibale continuò peraltro a combattere accanitamente mostrando grande abilità anche in questa nuova fase di guerra prevalentemente difensiva. I Romani raggiunsero tuttavia alcuni successi, riconquistarono Compulteria, Telesia, Compsa nel Sannio, Aecae in Apulia. Alla fine della quinta stagione della guerra, il comandante cartaginese si diresse alla volta di Taranto, sperando che almeno questa città tradisse i Romani.

### Casus belli
L'anno successivo (213 a.C.) vide, ancora una volta, la guerra contro Annibale affidata ai due consoli dell'anno: Fabio Massimo ebbe l'Apulia, accompagnato dal padre Quinto Fabio Massimo Verrucoso, di cui fu legatus, mentre Sempronio Gracco, la Lucania.
Nell'accampamento di Suessula dove i due Fabi si erano fermati, pronti a ripartire per l'Apulia, vennero di notte e di nascosto un cittadino di Arpi, Dasio Altinio, con tre dei suoi schiavi. Il cittadino promise al console di consegnargli la città in cambio di un premio. Durante il consiglio di guerra che seguì, alcuni consigliarono a Fabio di batterlo con verghe e di metterlo a morte in quanto disertore, poiché dopo la battaglia di Canne, Dasio era passato dalla parte di Annibale, trascinando Arpi alla ribellione. E ora che Roma sembrava rinascere era disposto a «dare in contraccambio a chi era stato tradito un nuovo tradimento».
(Livio, XXIV, 45.3.)
Fabio, padre, riteneva invece che, visto il particolare momento della guerra, fosse necessario considerare Dasio Altinio, non un nemico ma neppure un alleato, tenendolo in libertà vigilata in qualche città fedele, non lontano dagli accampamenti. E solo una volta terminata la guerra, si sarebbe deciso sul da farsi, se punirlo o perdonarlo. Ora era più che mai necessario evitare che Roma fosse abbandonata da altre città, permettendo loro di legarsi ai Cartaginesi. Alla fine la sua opinione ricevette l'approvazione di tutti. Altinio venne consegnato agli ambasciatori di Cales a cui fu ordinato di conservare per lui una grande quantità di oro che aveva portato con sé. E quando ad Arpi seppero che era stato allontanato forzatamente, molti presi dalla paura mandarono degli ambasciatori ad Annibale. Annibale allora, cogliendo l'occasione per appropriarsi delle sostanze di un uomo così ricco, convocò la moglie e i figli di Altinio e dopo aver saputo quanto oro e argento fosse rimasto a casa, li fece ardere vivi.

## Assedio
Il console Fabio, partito da Suessula, si accinse ad assalire Arpi. Pose il campo a quasi 500 passi (750 metri) dalle mura della città. Analizzò bene la posizione della città e delle sue fortificazioni, accorgendosi che la parte meglio difesa dalle mura era anche quella meno sorvegliata. Decise pertanto di dare l'assalto proprio in questo punto.
Predisposta ogni cosa per assalire la città, scelse in tutto l'esercito il meglio dei suoi centurioni, mettendogli a capo i tribuni più coraggiosi ed assegnò loro 600 soldati. A questi ordinò di portare le scale al segnale convenuto del quarto turno di guardia (fra le tre e le sei del mattino). Qui vi era una porta bassa e stretta che immetteva in una strada poco frequentata, in una parte quasi deserta della città. Il console ordinò loro che, una volta scalate le mura, scardinassero la porta dall'interno per permettere agli altri reparti dell'esercito romano di penetrarvi, dopo un segnale convenuto di corno. L'impresa venne poi aiutata dal fatto che attorno alla mezzanotte iniziò a piovere in modo abbondante, in modo da costringere le sentinelle ad allontanarsi dalle loro postazioni per rifugiarsi nei vicini edifici. E pure il rumore dello scrosciare della pioggia impedì di udire il frastuono di coloro che forzavano la porta.
E quando i Romani si impadronirono della porta, i cornicines diedero fiato alle trombe per dare il segnale al console. Fabio allora comandò ai suoi di portare fuori degli accampamenti le insegne e poco prima dell'alba entrò in città attraverso la porta scardinata. Gli abitanti di Arpi si svegliarono, ora che la pioggia era cessata e si intravedeva l'alba. In città vi erano circa cinquemila uomini di Annibale di guarnigione, mentre gli abitanti di Arpi ne avevano tremila.
I Cartaginesi furono i primi ad andare incontro ai Romani. Inizialmente si combatté al buio delle strette vie. Più tardi i cittadini di Arpi e i Romani cominciarono a parlare tra loro. Ai primi venne chiesto per qual motivo, loro che erano Italici, avessero preferito allearsi con i Cartaginesi, facendo diventare l'Italia tributaria dell'Africa.
(Livio, XXIV, 47.6.)
Alla fine il pretore di Arpi venne condotto davanti al console. Date ai Romani le dovute rassicurazioni di fedeltà, all'improvviso gli abitanti di Arpi volsero le loro armi contro i Cartaginesi, in favore dei Romani. Anche gli Iberi che erano poco meno di 1 000, consegnarono a Fabio le loro insegne senza porre alcuna condizione, salvo quella di chiedere ai Romani di far uscire incolume dalla città di Arpi, il presidio cartaginese. Le porte vennero allora aperte e i Cartaginesi poterono raggiungere Salapia, dove si trovava Annibale.

## Conseguenze
Così Arpi, senza alcuna strage, ad eccezione della morte dell'unico traditore, tornò alleata dei Romani. Alle truppe iberiche venne assegnata doppia razione di grano.